# Rock Mafia
Rock Mafia es un equipo de composición y producción musical, formado por Tim James, Antonina Armato y Paul Palmer, que se acreditan para escribir y producir un gran número de canciones pop y rock a partir de la década de 2000. Trabajaron para artistas de la talla de Miley Cyrus, Selena Gomez, Scotty McCreery, Mariah Carey, Demi Lovato, Sick Puppies, Aura Dione, Zedd, etc. Entre los tres socios de Rock Mafia, han vendido más de 100 millones de álbumes en todo el mundo, y más de 10 millones de álbumes solo en 2007.
A finales de 2010, Rock Mafia lanzó una canción con las voces propias de James titulado "The Big Bang". La canción se convirtió en popular como el tema principal de las Mob Wives de VH1. Los miembros del grupo se refieren a sí mismos como una familia y un estilo de vida, mezclando el límite entre los tradicionales "bandas" y equipos de producción. Qué además cuenta con una pequeña participación en el coro de la canción por Miley Cyrus. Cabe destacar que la voz es muy similar a la del cantante de la banda. 
El video musical de "The Big Bang" contó con Miley Cyrus y Kevin Zegers en una historia corta y llena de suspense. El video se convirtió en un éxito viral al llegar a contar para febrero de 2012 con más de 14,5 millones de visitas en Youtube. Además Miley Cyrus grabó una canción con Rock Mafia llamada "Morning Sun", la cual se centraba en el electro pop que fue aplaudido por los críticos y el público. 
Tim James realizó un acústico en solitario en febrero de 2011 para la radio WIXX101, incluyendo una versión de "Naturally", de Selena Gomez & the Scene, "The Big Bang", "The Last Thing" y "W.T.F.". Declaró después en la entrevista que la interpretación fue solo una actuación en solitario, y que si fuera el equipo de Rock Mafia el que hubiera salido, se habría "venido hacia abajo el techo".

## Discografía

### Álbumes de estudio
- Mixtape Vol. 1 (2012)

1. "Favorite Song"
2. "The Big Bang"
3. "The Last Thing"
4. "Fly or Die"
5. "She's Gone"

*Friend Zone (Interlude)
1. Rock Mafia presents Joy Island "24 Hour Party People"
2. "Morning Sun" feat. Miley Cyrus
3. Rock Mafia presents BG5 "Kids R OK"
4. Rock Mafia presents Mark Victor "Cannonball"
5. Rock Mafia presents Perfect Dilemma "Life Sucks"
6. Rock Mafia presents IN-Q "I Won't Be Surprised"
7. Friends (Lazerdisk Party Sex Remix)

### Sencillos
- 2010: "The Big Bang"
- 2011: "Morning Sun" (con Miley Cyrus)
- 2011: "Fly or Die"
- 2014: "I Am" (con Wyclef Jean, Tokio Hotel, David Correy)
- 2014: "Good Life" (con Lauriana Mae)

Como artistas invitados
- 2012: "I'm on a Roll" (Stefano Langone con New Boyz & Rock Mafia)
- 2012: "Friends" (Aura Dione con Rock Mafia)